# Gazeta
Uma gazeta é um jornal oficial, um jornal de referência, ou simplesmente um jornal.
Nos países de língua inglesa e francesa, os editores de jornais aplicaram o nome Gazeta desde o século XVII; hoje, vários jornais semanais e diários levam o nome A Gazeta.

## Etimologia
Gazeta é uma permutação da gazzetta italiana do século XVI, que é o nome de uma determinada moeda veneziana. Gazzetta tornou-se um epíteto para jornal durante o início e meados do século XVI, quando os primeiros jornais venezianos custavam uma gazeta. Esta palavra emprestada, com suas várias corrupções, persiste em várias línguas modernas (línguas eslavas, línguas turcas).

## Diários do governo
Na Inglaterra, com a fundação em 1700 da The Oxford Gazette (que se tornou a London Gazette), a palavra gazeta passou a indicar um jornal público do governo; hoje, esse jornal às vezes é chamado de Diário Oficial. Para alguns governos, a publicação de informações em um diário era ou é uma necessidade legal pela qual os documentos oficiais entram em vigor e entram em domínio público. Tal é o caso dos documentos publicados no Royal Thai Government Gazette (est. 1858) e no The Gazette of India (est. 1950).
O governo do Reino Unido exige diários governamentais de seus países membros. A publicação do Edinburgh Gazette, o jornal oficial do governo na Escócia, começou em 1699. O Dublin Gazette da Irlanda seguiu em 1705, mas cessou quando o Estado Livre Irlandês se separou do Reino Unido em 1922; o Iris Oifigiúil (irlandês: Diário Oficial) o substituiu. A Belfast Gazette da Irlanda do Norte publicou sua primeira edição em 1921.

## Gazetacomo um verbo
Principalmente no inglês britânico, o verbo transitivo to gazette (gazetear) significa "anunciar ou publicar em uma gazeta"; especialmente quando gazeta se refere a um jornal público ou um jornal de registro. Por exemplo, "o Lago Nakuru foi anunciado como um santuário de pássaros em 1960 e atualizado para o status de Parque Nacional em 1968." As condecorações, promoções e comissões de oficiais do Exército Britânico são publicadas no London Gazette, o "Jornal Oficial de Registro do Reino Unido". Gazetal (um substantivo) é o ato de "gazetear"; por exemplo, "o gazetal do santuário de pássaros".